# Neolamprologus caudopunctatus
Neolamprologus caudopunctatus (Syn.: Lamprologus caudopunctatus) ist ein im südlichen Tanganjikasee an der sambischen Küste endemischer Buntbarsch.

## Beschreibung
Neolamprologus caudopunctatus hat einen silber-beige gefärbten Körper mit einer charakteristischen gold-orangen Rückenflosse und blauen Augen. Schwanzflosse und Seiten tragen perlartige Punkte, die bei passendem Lichteinfall zu erkennen sind. Diese Punkte haben der Art den Namen „caudopunctatus“ (lat., „gepunkteter Schwanz“) gegeben. Männchen werden bis zu 9 cm groß, Weibchen sind mit bis zu 6,5 cm deutlich kleiner. Männchen zeigen auch eine etwas intensivere Färbung als Weibchen.

## Lebensweise
Neolamprologus caudopunctatus lebt im Sandlitoral und in der Übergangszone vom Sandlitoral zur felsigen Zone in Tiefen von 2 bis 20 Metern. Er ernährt sich von Zooplankton, kleinen Krebstieren (vor allem Ruderfußkrebse) und Insektenlarven, und ist ein Höhlenbrüter, der eine Vater-Mutter-Familie bildet.

## Bedrohung
Die IUCN stuft N. caudopunctatus als nicht gefährdet („Least concern“) ein.